# Andreas Beier
Andreas Beier (* 3. Januar 1987 in Karl-Marx-Stadt) ist ein deutscher Endurosportler und mehrfacher deutscher Enduro-Meister.

## Sportlicher Werdegang
Andreas Beier bestreitet seit 2003 professionell Enduro-Wettbewerbe. In seiner Premierensaison wurde er Zweiter im Deutschen Enduro-Pokal in der Klasse bis 125 cm³ Zweitakt.
Seit 2006 geht er in der Deutschen Enduro-Meisterschaft an den Start, bei seiner ersten Teilnahme wurde er in der Gesamtwertung Zweiter der Klasse E1 (bis 125 cm³ Zweitakt/250 cm³ Viertakt). Zwischen 2009 und 2011 sicherte er sich drei Mal in Folge den Meistertitel in dieser Klasse und erreichte 2009 zudem den zweiten Platz in der Championats-Wertung (Meister aller Klassen) hinter Marcus Kehr. Zur Saison 2013 wechselte er in die Klasse E2 (bis 250 cm³ Zweitakt/450 cm³ Viertakt), sicherte sich auf Anhieb die zweiten Platz in der Gesamtwertung und wurde in der Folgesaison Meister und wieder zweiter in der Championats-Wertung hinter Dennis Schröter. Zur Saison 2016 wechselte er wieder in die Klasse E1 und errang bis einschließlich 2019 vier Mal in Folge den Meistertitel sowie 2018 erneut den zweiten Platz im Championat.
Neben den nationalen Wettbewerben startet Beier auch in der Enduro-Europameisterschaft. 2012 erreichte er in der Klasse Senior E1 den siebten Platz in der Gesamtwertung, 2013 und 2016 nahm er nur an ausgewählten Läufen teil. Zudem nahm er 2010, 2011 und 2019 an ausgewählten Läufen der Enduro-Weltmeisterschaft teil.
Mit der Mannschaft nahm er bislang 2006, 2007 und 2009 an der prestigeträchtigen Internationalen Sechstagefahrt (Six Days) teil. Er war jeweils Fahrer in der deutschen Nationalmannschaft im Wettbewerb um die Junior World Trophy, das Team belegte den 4., 13. bzw. 6. Platz.
Beier bestritt seine Läufe zuerst auf KTM und wurde dabei vom „ZAP Racing Team“ unterstützt. Ab der Saison 2012 wurde er durch „KTM GST Berlin Racing“ betreut, wechselte aber zur Saison 2014 das Motorrad von KTM auf Husqvarna. Ab 2016 fuhr er mit Unterstützung des „Neubert Racing Team“. Mitte der Saison 2017 wechselte er zum Team von Harald Sturm mit Sitz in Zschopau und nahm wieder auf KTM an Wettbewerben teil. Für die Saison 2023 schloss er sich dem „OSK Offroadshop Kölbach Racing Team“ an und wechselte die Marke zu Beta. Auf Beta gelang ihm in der Saison 2023 mit dem Gewinn des Europameistertitels in der Klasse E1 (bis 250 cm³ Zwei- und Viertakt) sein bislang größter Erfolg.